# Rogendorf (Haselbach)
Rogendorf ist ein Dorf und ein Ortsteil der Gemeinde Haselbach im niederbayerischen Landkreis Straubing-Bogen. Es liegt zwei Kilometer südlich des Ortskerns von Haselbach beidseits der Staatsstraße 2140.

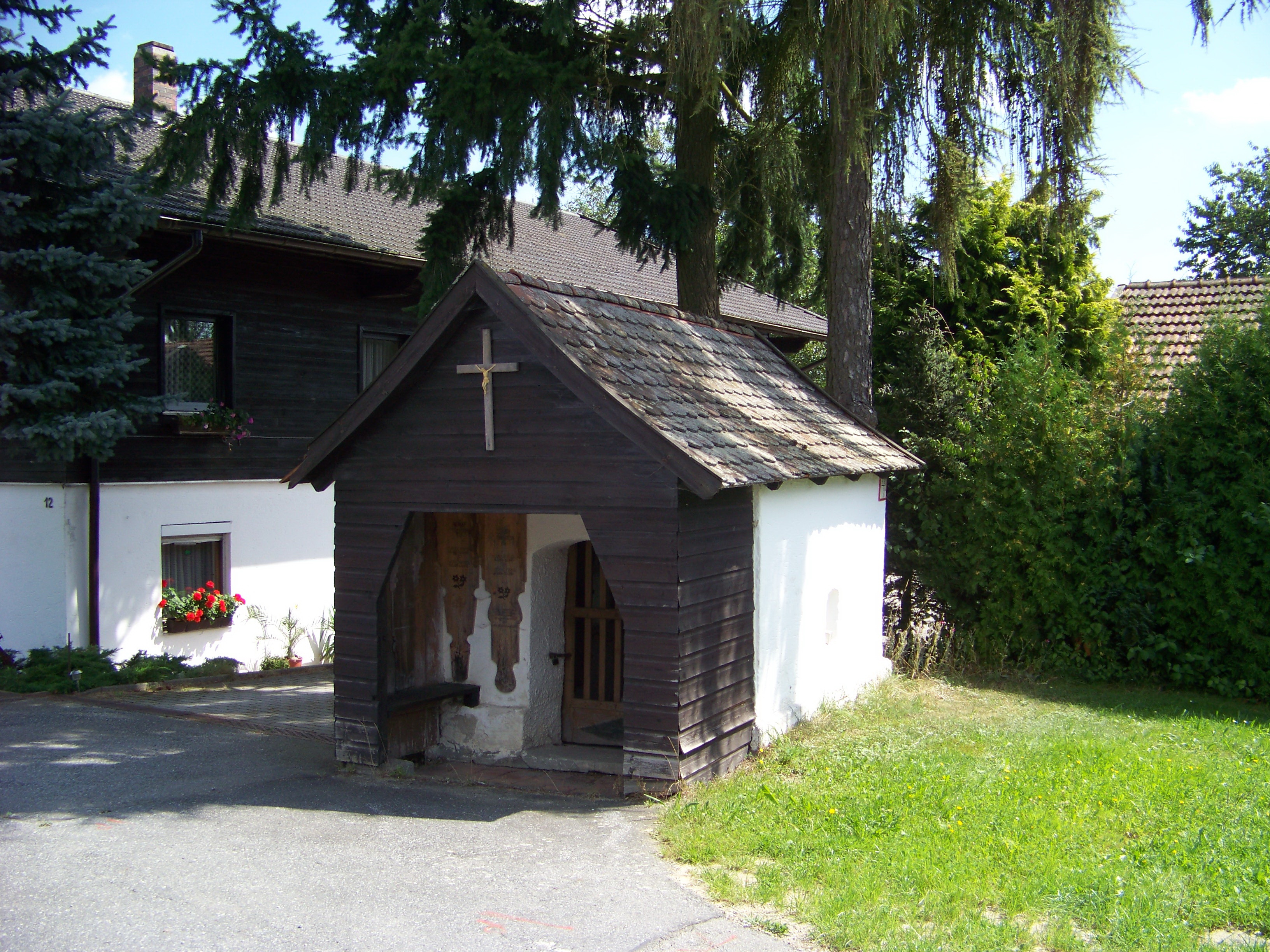
Denkmalgeschützte Kapelle in Rogendorf

## Einwohnerentwicklung
| Jahr      | 1838 | 1860 | 1871 | 1885 | 1900 | 1913 | 1925 | 1950 | 1961 | 1970 | 1987 |
| --------- | ---- | ---- | ---- | ---- | ---- | ---- | ---- | ---- | ---- | ---- | ---- |
| Einwohner | 45   | 43   | 29   | 69   | 79   | 59   | 54   | 51   | 35   | 45   | 50   |

## Frühere Schreibweisen
In den Unterlagen zur Volkszählung von 1871 wird der Ort Roggendorf bezeichnet. In dem Werk Geographisches Handlexicon vom Königreich Baiern oder Alphabetische Darstellung aller in Baiern befindlichen Städte, Märkte, Landgerichte und Rentämter, Hofmärkte, Schlösser, Poststationen, Dörfer, Weiler, und auch vieler einzelner Höfe, nebst Angabe ihrer Lage, dann auch der Flüsse, Seeen, Bäche, Wälder, der Natur- und Kunstproducte etc von 1813 wird der Ort als Roggensdorf bezeichnet. In der öffentlichen Bekanntmachung einer Gant=Proklama wird der Ort 1817 als Roggenstorf bezeichnet.